# Miloslava Havlíčková
Miloslava Havlíčková (gift Lauferová), född 10 september 1900 i Prag, död 3 juni 1975 i Příbram, var en tjeckoslovakisk friidrottare med kastgrenar som huvudgren. Havlíčková var en pionjär inom damidrott, hon var världsrekordhållare i stafettlöpning, tjeckoslovakisk mästare och blev medaljör vid damolympiaden 1922 i Monaco.

## Biografi
Miloslava Havlíčková föddes 1900 i Prag i dåvarande Tjeckoslovakien. I ungdomstiden blev hon intresserad av friidrott och gick 1918 med i idrottsföreningen "AFK Union Žižkov" i stadsdelen Žižkov i Prag, från 1922 tävlade hon för "SK Slavia Praha". Även hennes yngre syster Ludmila Havlickova blev senare friidrottare.
Miloslava tävlade i kulstötning och kortdistanslöpning men även i höjdhopp. Hon blev tjeckoslovakisk mästare i höjdhopp.
1922 deltog Havlíčková i april vid Damspelen 1922 i Monte Carlo, under tävlingarna tog hon silvermedalj i kulstötning efter Violette Morris och före Florence Hurren. I juni samma år deltog hon även vid en landskamp med Frankrike där hon tog bronsplats i stående höjdhopp.
Senare samma år deltog hon även vid Damolympiaden 1922 (Ženské světové hry v Paříži) i Paris
dock utan att nå medaljplats.
1923 deltog hon vid de tjeckoslovakiska mästerskapen (Mistrovství ČSR) den 7 oktober i Prag, hon tog silvermedalj i löpning 60 meter och bronsmedalj i längdhopp.
1924 blev Havlíčková tjeckoslovakisk mästare (Mistryně republiky) med guldmedalj i stående höjdhopp och tog även bronsmedalj i löpning 80 meter, höjdhopp och kulstötning vid de tjeckoslovakiska mästerskapen i Prag.
Den 12 juli 1925 satte hon världsrekord i stafettlöpning 4 x 75 meter för landslag (med Miloslava Havlíčková som förste löpare, Kamila Olmerová, Mária Vidláková och Zdena Smolová) vid tävlingar i Ljubljana.
1926 tog Havlíčková silvermedalj i stafettlöpning 4 x 110 yards (med Havlíčková, Puterová, Olmerová och Marie Bakovská) och bronsmedalj i höjdhopp vid de tjeckoslovakiska mästerskapen i Brno.
Senare drog sig tillbaka från tävlingslivet. Havlíčková dog 1975 i Příbram.